# جان نوانکو
جان نوانکو (انگلیسی: John Nwankwo؛ زادهٔ ۲۵ سپتامبر ۲۰۰۰) بازیکن فوتبال است.